# Marclopt
Marclopt là một xã trong tỉnh Loire miền trung nước Pháp.